# Togo Heihachiro
Det här är en artikel om en person med japanskt personnamn; Tōgō är familjenamnet.
Tōgō Heihachirō (japanska: 東郷 平八郎?, Tōgō Heihachirō), född 27 januari 1848, död 30 maj 1934, var en japansk amiral och markis (Kōshaku).
Tōgō- familjen tillhörde Satsumaklamen som länge var motståndare till Tokugawa-shogunatet. Han fick sin marina utbildning i Storbritannien 1871–78 och utmärkte sig vid sjöslaget vid Yalu 1894. Tio år efter slaget var han viceamiral och chef för den japanska flottan. I februari 1904 tillfogade han den ryska Port Arthur-flottan stora förluster genom ett nattligt torpedangrepp. Den 27 maj 1905 tillintetgjorde han och den japanska marinen, vid Tsushima i Koreasundet den ryska östersjöflottan. Han belönades för sin insats med en markistitel. Han var chef för marinstaben 1905–1910 och utnämndes den 21 april 1913 till storamiral.

## Biografi
Tōgō Heihachiro föddes 1848 i staden Kagoshima, belägen i Satsumaprovinsen på södra Kyushu, den sydvästligaste av Japans huvudöar. Hans far var samuraj och tjänstgjorde under Satsumaprovinsens daimyo (länsherre av högadel) som i sin tur tjänade under shogunen. Togo och hans tre bröder fostrades till att följa faderns spår. Utbildningen var traditionsbunden och saknade moderna inslag.
Japan var under Tōgōs uppväxt ett mycket slutet land där utlandsresor var begränsade. Efter stridigheterna i början av 1600-talet då shogunatet infördes var Japan ett fredligt samhälle i 250 år. En slags militärdiktatur, som i stort isolerade samhället, men samtidigt krävdes inte den snabba militära utveckling som på 1500-talet. Detta gjorde att samhället låg efter USA och Västeuropa i manufakturutveckling och industrialisering. De äldre traditionerna fanns kvar och vårdades. 
År 1858 anlände två amerikanska pansarfartyg för att betona USA:s krav på att Japan måste öppna sig för handel. Det gick så långt att hamnstäder besköts av den amerikanska flottan. Ett av målen för dessa attacker var Tōgōs hemstad, då en brittisk handelsman blivit mördad där. Efter angreppen insåg regimen i Japan att fredsåren var över. För att behålla friheten och utveckla samhället måste det japanska samhället snabbt moderniseras och lära sig av västvärlden och de ledande kolonialmakterna. Shogunatet och samurajsystemet behövde överges och kejsardömet få en mer samtida krigsmakt. Man skickade därför flera officerare till Europa för militär utbildning och Tōgō valdes ut som en av dessa. Han fick bo hos pastor Arthur Douglas Capel i Cambridge, och lärde sig avancerad matematik samt engelska. Efter en jordenruntsegling 1875 utexaminerades Tōgō från Thames Nautical School.
När Tōgō kom tillbaka till Japan hade hans klan gjort uppror mot den nya Meijiregimen och slagits ned. Meijirestaurationen ville modernisera Japan vilket en del samurajfamiljer och klaner motsatte sig. Vid hemkomsten blev han utsedd till fartygschef på skeppet Amagi. Under denna tid studerade Togo västs taktiker och framgångar, exempelvis fransmännens seger över kinesernas urgamla flotta. Togo visade gång på gång sin taktiska skicklighet och vann flera slag mot kinesiska fartyg (Sjöslaget vid Yalufloden 1894) samt sänkte ett brittiskt trupptransportfartyg.

## Rysk-Japanska kriget
Kriget inleddes till havs den 4 februari 1904. Viceamiral Togo hade gjort upp sina planer. Hans enorma och tungt bestyckade skepp Mikasa samt flera mindre skepp utförde en överraskningsattack på ett ryskt örlogsfartyg. De angrep sedan Port Arthur. Togo sade innan attacken:
| ” | Jag hoppas att vi alla ska mötas igen när ert uppdrag har genomförts; men ifall någon av er dör, är hans ära den största, att ha offrat sitt liv för Japans storhet, och kommer för alltid att bli ihågkommen som en av historiens hjältar. | „ |

Ryssland överrumplades helt av attacken men organiserade sig snabbt. Togo intog nya positioner med flottan, inledningsvis utan framgångar. Han mötte sedan den erfarna ryske konteramiralen Stepan Makarov. Makarovs flotta var föråldrad och vilket gjorde att Togo kunde sänka flera ryska skepp. Makarovs eget skepp Petropavlovks gick på en mina och resten av flottan gick rakt in i Togos fälla.
Större delen av Makarovs flotta sänktes och gick till botten. Belägringen av Port Arthur startade. Ryssarna insåg allvaret i situationen och skickade sin Östersjöflotta med 32 skepp. Den nådde Japan ett halvår senare. Rysslands sammanslagna flotta bestod av 38 fartyg. Japans styrka bestod av upp till 89 fartyg. Då den ryska flottan i maj 1905 nådde japanska sjön, möttes den överraskande av den japanska flottan och krossades i slaget vid Tsushima 28 maj 1905. Över 10 000 ryssar miste livet eller tillfångatogs medan 117 japaner stupade. Ryssland stod därefter närmast utan sjöstridskrafter. Fredsförhandlingarna skedde den 5 september 1905.

## Efter kriget

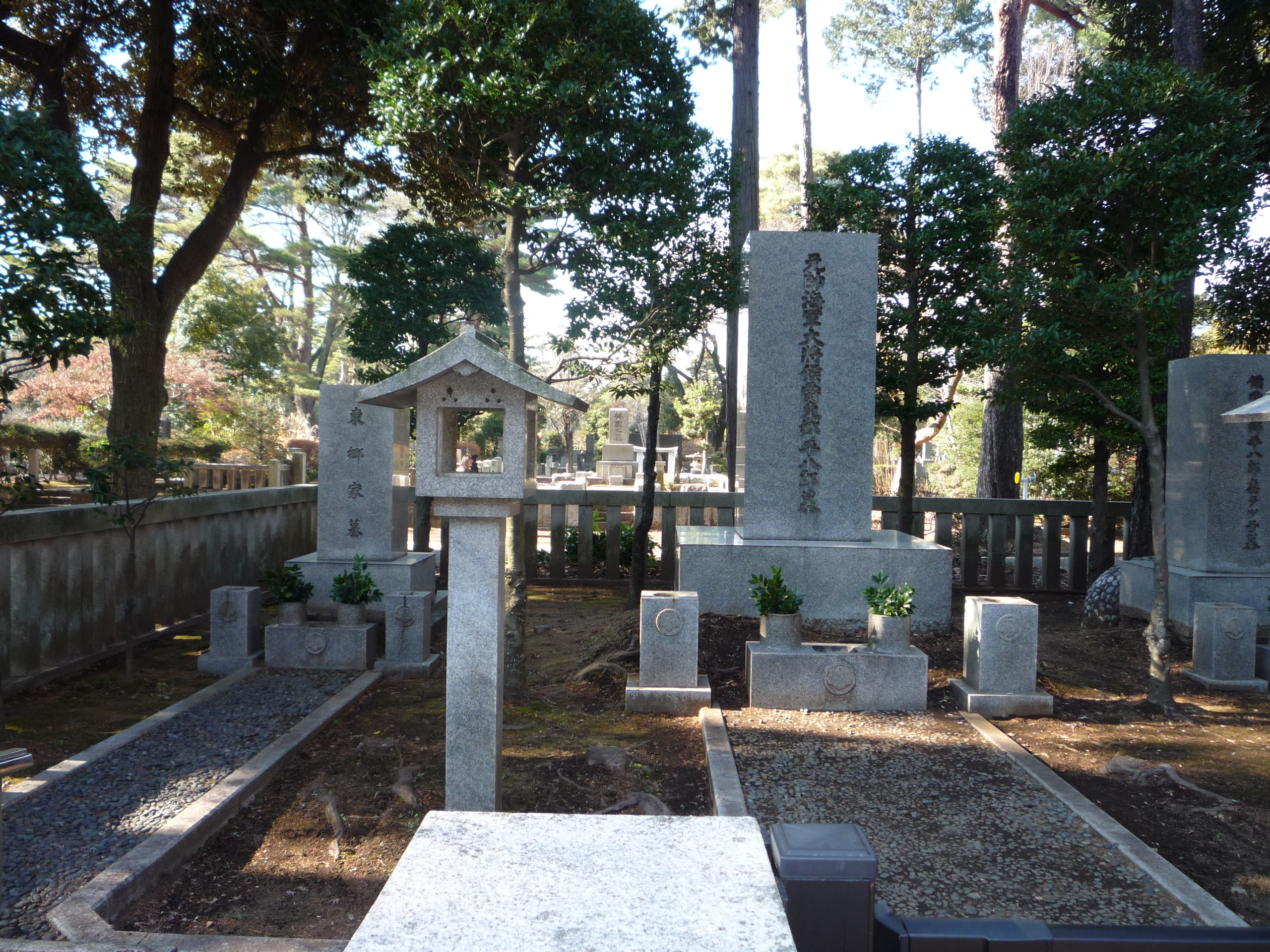
Togos grav i Tokyo.

Togo utsågs till chef för marinstaben. Han fick markistitel som belöning för sina bravader. År 1913 erhöll han titeln storamiral och 1926 fick han Krysantemumorden med krage, en ära som han endast delade med kejsaren och dennes son.
Togo avled 30 maj 1934, 86 år gammal. Han fick en statsbegravning där flera europeiska länder samt Kina sände fartyg till Japan för att visa Togo Heihachiro sina ärebetygelser.